# Коровицький Леонід Костянтинович
Леоні́д Костянти́нович Корови́цький (23 січня (4 лютого) 1890, Житомир — 8 грудня 1976, Одеса) — український терапевт і інфекціоніст, професор, заслужений діяч науки УРСР (1965).

## З життєпису
У 1913 році закінчив медичний факультет Одеського університету. З 1934 року завідує кафедрою пропедевтичної терапії, по тому до 1968 року — завідувач клініки інфекційних хвороб Одеського медичного інституту. Його праці присвячені клініці й лікуванню інфекційних і паразитарних хвороб, серед них — токсоплазмозу.
Написане ним «Практичне керівництво по малярії» витримало 5 видань. Розробив клінічну класифікацію і вакцинотерапію бруцельозу, досяг значних успіхів у дослідженні змін серцево-судинної системи та їх корекції при інфекційних хворобах.